# Anna Katarina
Anna Sterling Katarina (Berna, 14 marzo 1960) è un'attrice svizzera.

## Filmografia parziale

### Cinema
- Schiavi di New York (Slaves of New York), regia di James Ivory (1989)
- Giochi di morte (The Blood of Heroes), regia di David Webb Peoples (1990)
- Batman - Il ritorno (Batman Returns), regia di Tim Burton (1992)
- Omega Doom, regia di Albert Pyun (1996)
- The Game - Nessuna regola (The Game), regia di David Fincher (1997)
- La Pantera Rosa (The Pink Panther), regia di Shawn Levy (2006)
- Zodiac, regia di David Fincher (2007)
- Angeli e demoni (Angels & Demons), regia di Ron Howard (2009)
- Star Trek, regia di J. J. Abrams (2009)
- Il dittatore (The Dictator), regia di Larry Charles (2012)

### Televisione
- Star Trek: The Next Generation – serie TV, 1 episodio (1987)
- Miami Vice – serie TV, 1 episodio (1989)
- La morte dell'incredibile Hulk (The Death of the Incredible Hulk), regia di Bill Bixby – film TV (1990)
- Law & Order - I due volti della giustizia (Law & Order) – serie TV, 2 episodi (1991)
- Tatort – serie TV, 1 episodio (1992)
- Criminal Intent – serie TV, 1 episodio (2003)
- Desperate Housewives – serie TV, 1 episodio (2009)
- Boardwalk Empire - L'impero del crimine (Boardwalk Empire) – serie TV, 6 episodi (2010-2012)
- Agent X – serie TV, 1 episodio (2015)
- Better Things – serie TV, 1 episodio (2022)

## Doppiatrici italiane
Nelle versioni in italiano delle opere in cui ha recitato, Anna Katarina è stata doppiata da:
- Franca D'Amato in The Game - Nessuna regola
- Paola Giannetti in Desperate Housewives
- Cinzia Villari in Boardwalk Empire - L'impero del crimine
- Chiara Salerno in Better Things